# Манастир Богородице код Куршумлије
Манастир Пресвете Богородице (Петковача) у Куршумлији је најстарија задужбина Стефана Немање ((1166)1168—1196), коју је, заједно са оближњим манастиром посвећеном Светом Николи, подигао између 1159. и 1166. године. Налази се у близини ушћа реке Косанице у Топлицу, недалеко од остатака византијске базилике, а подигнута је на темељима рановизантијског храма, датираног у 5. или 6. век. Сама грађевина је једнобродна са основом триконхоса (одлика цркава у Цариграду и Светој Гори) и каменим иконостасом. Манастирска црква је данас рушевинама, а од 1979. године се налази под заштитом државе као споменик културе од изузетног значаја.

## Прошлост манастира
Немања, који је владао Топлицом као удеони кнез, подигао је, прво манастир посвећен Богородици, а одмах затим и манастир посвећен Светом Николи, што је, према његовим житијима, довело до његовог сукоба са старијом браћом, из кога ће изаћи као апсолутни победник. Сматра се да је манастир подигао за своју супругу Ану, која се касније замонашила и била настојница манастира као монахиња Анастасија. Средином 15. века, између 1451. и 1457. године, манастирски комплекс се налазио под заштитом султаније Маре Бранковић, супруге султана Мурата II (1421—1451), која је у близини имала један од својих дворова. Манастирска црква је била покривена оловом, као и црква оближњег манастира Светог Николе, због чега је Куршумлија у средњем веку била позната и као Беле Цркве, због белог одсјаја Сунца на оловним крововима.
Манастир је запуштен после Велике сеобе Срба 1690. године, након чега су му Османлије скинуле оловни кров, чиме је отпочело његово зарушавање. Временом су остале манастирске грађевине порушене, као и сама црква од које су опстали само делови, који су истражени 1921. године. У непосредној близини је изграђена железничка пруга. У септембру 1935. је јављено да се срушио манастирски свод. Након Другог светског рата 1948. године, отпочели су радови на конзервацији саме цркве и њеном делимичном дограђивању, уз које су обављани и радови на истраживању целокупног манастирског комплекса.
Остаци цркве су у локалном народу познати под називом Петковача и око ње се сваке године на Велики Петак окупља више хиљада верника.